# Zielsymptom
Mit Zielsymptom wird ein medikamentös, speziell durch Psychopharmakotherapie, gezielt zu behandelndes Symptom, wie z. B. Halluzination oder Wahnvorstellung verstanden. Die Behandlung bezieht sich damit nicht mehr so sehr auf die Besserung eines gesamten Beschwerdebildes und auf eine Beeinflussung ursächlicher Bedingungen der Auslösung von (psychischer) Krankheit, als vielmehr auf die Beeinflussung eines Einzelsymptoms oder einzelner Symptome eines Symptomenkomplexes.

## Bedeutung

Schematische Darstellung der Wirkungsspektren verschiedener antidepressiv wirksamer Psychopharmaka (Thymoleptika) mit Überschneidung zur antipsychotischen Wirkung bei Schizophrenien (Neuroleptische Teilkomponente) – nach Kielholz und Huber

Bedeutung erhielt der Begriff durch die ab 1955 üblich gewordene Behandlung mit Neuroleptika und die hierbei entstandene Diskussion, ob bestimmte Nebenwirkungen wie z. B. die störende Parkinsonsymptomatik eine notwendige Nebenwirkung darstellen oder ob sie nur eine rein zufällige Erscheinung darstellen, die etwa durch die Verordnung von einem Antiparkinsonmittel behoben werden sollte. Durch die sehr komplexen Wirkungen und Nebenwirkungen der Neuroleptika war man dazu genötigt, die therapeutisch erwünschten Einflüsse der sog. Zielsymptome von den vielfältigen unerwünschten Nebenwirkungen abzugrenzen. Dabei ergaben sich durchaus gegensätzliche Gesichtspunkte: Einmal handelte es sich um die ungeklärte Frage der Krankheitseinheit oder der Einheitspsychose im Hinblick auf die endogene Psychose. Dadurch wurde die Behandlung der endogenen Psychose vielfach als unzulässiges Problem einer rein exogen-medikamentösen Beeinflussung aufgefasst.
- Die neuen Psychopharmaka zeigten zwar eine gewisse Spezifität der Wirkung auf bestimmte Krankheitseinheiten wie endogener Depression oder Schizophrenie, aber es gab auch vielfache Überschneidungen von Wirkungen, die sog. Wirkungsspektren. Psychopharmaka zeigten sowohl antidepressiv wirksame als auch antipsychotisch bei Schizophrenien wirksame Teilkomponenten. Hieraus ergab sich eine gewisse Skepsis gegenüber einer nur auf die Dosierung abhebenden Behandlungsempfehlung zur Vermeidung einzelner spezifisch unerwünschter Nebenwirkungen, etwa des Parkinsonoids, wie sie z. B. von Fritz Adolf Freyhan (1912–1982) und Hans-Joachim Haase (1922–1997) vertreten wurde.  Letzterer verband mit diesem Tatbestand die Forderung nach einer quasi neurophysiologisch begründbaren neuroleptischen Schwelle. Die atypischen Neuroleptika relativierten diese Auffassungen zusätzlich und bestätigten die anfängliche Skepsis.
- Anderseits legte gerade eine spezifische pharmakologische Beeinflussbarkeit die Annahme konstitutionell bedingter Faktoren nahe. Diese Gruppe von Befürwortern einer medikamentösen Behandlung von Zielsymptomen argumentierte mit dem Beispiel der Zuckerkrankheit, die ebenso erfolgreich mit Medikamenten (Antidiabetika) monosymptomatisch (d. h. nur auf den Blutzuckerwert bezogen) zu behandeln ist.[2][3] Allerdings ist gerade auch bei Diabetes eine nichtmedikamentöse Behandlung indiziert. Es stellt sich die Frage, ob durch die ungeklärten Fragen bei der Psychopharmakotherapie und insbesondere der Neuroleptika und der Verschärfung der pharmakologischen Interessenkollisionen nicht die Kunst des nichtmedikamentösen Umgangs mit dem Patienten verkümmert.[4]